# Aspitates opulentaria
Aspitates opulentaria là một loài bướm đêm trong họ Geometridae.